# Sefirot

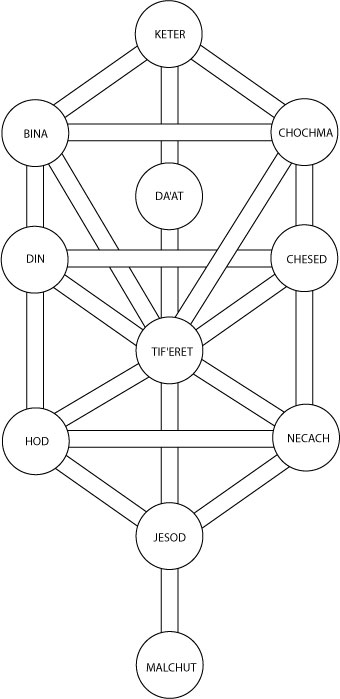
Deset (respektive jedenáct) sefír uspořádaných do stromu života

Sefirot (hebrejsky סְפִירוֹת‎, sfirot, sg. סְפִירָה – sefira) je slovo, odvozené nejspíše od slova סָפַר – safar – „počítat“. Často se pojem sefíra vykládá jako „nádoba“, eventuálně jako základ nebo příbuzné slovo pro výraz „sféra“ či „oblast“. Sefíry jsou dle Knihy stvoření deseti cestami, které tvoří základ všeho existujícího. Zároveň jsou sefíry jakýmisi idejemi, aspekty Boha, které s ním ovšem nejsou totožné. Sefíry emanují z Boha a jsou s ním spojeny „jako je spojen plamen s řeřavým uhlíkem“. V Bahiru již získávají jména především podle biblických veršů (1Pa 29, 11, Př 2, 6; 2, 10; 4, 5–6; 8,14; 10,25; Jb 12, 13) a jsou ztotožňovány s Božími atributy, později získávají další vlastnosti (barvu, živly, prvky, Boží jména) atd.

## Seznam sefír
- Keter – כֶּתֶר – koruna, nejvyšší sefíra, leč není totožná s Bohem. Je hranicí, za níž se již prostírá pouze nekonečno – Ejn Sof – jedno z označení Boha. Tradice ji přiřazuje jméno Ehje ašer ehje – „Jsem, který jsem“ (resp. Budu, který budu).[2] Symbolizuje též jednotu a vůli.
- Chochma – חָכְמָה – moudrost, nejvyšší moudrost, jež vyvěrá přímo z Keter, aktivní intelekt. Podle výkladů je chochma totéž, co biblický počátek, neboť verš „Na počátku stvořil Bůh nebe a zemi“[3] se vykládá jako „V moudrosti stvořil Bůh nebe a zemi“. V hierarchii Božích jmen je jí přiřazeno jméno Jah. Bývá též přirovnávána k otci nebo k prameni mužského principu.
- Bina – בִּינָה – porozumění, pasivní intelekt. Pramen ženského principu, též nazývána matkou. Z Božích jmen jí náleží jméno JHVH vokalizované podle jména Elohim.
- Da'at – דַּעַת – poznání – „neviditelná“ sefíra, která někdy nebývá mezi sefíry započítávána. Odděluje tři horní sefíry od sefír spodních. Podle pozdější tradice nemůže člověk horních sefír dosáhnout i kdyby chtěl sebevíce, Da'at jej odděluje jako oblak, takže nemůže sefíry obrazně řečeno ani „zahlédnout“. V původním uspořádání Mošeho Cordovera chybí, mezi sefíry ji zařadil až Jicchak Luria, který naopak ubírá sefíru Keter.
- Chesed – חֶסֶד – milost, někdy je též nazývána Gedula (גְּדוּלָּה, velikost), neboť symboliuje i velkorysé jednání. Dalším pojmem s ní spojeným je láska – ahava. Tradice k ní přiřazuje Boží Jméno El, dále je jako atribut přirovnávaná k Abrahámovi. Ve světových stranách symbolizuje jih, z živlů pak vodu.
- Gevura – גְּבוּרָה – síla, protějšek chesed, symbolizuje přísný (byť spravedlivý) soud, proto je někdy nazývána Din (דִּין, soud). Tradice k ní přiřazuje Izáka, jako Boží jméno pak Elohim. Ve světových stranách je přiřazována k severu, z živlů je jí pak přiřazen oheň.
- Tif'eret – תִּפְאֶרֶת – krása, ozdoba, nazývaná též Rachamim (רַחֲמִים, milosrdenství), je vyvažujícím principem mezi dvěma předchozími sefírami. Božím jménem, které jí je přiřazeno, je JHVH artikulované jako Adonaj, někdy též El Šadaj. Ve vztahu k sefírám Chochma a Bina, které jsou přirovnávány k otci a matce, je sefíra Tif'eret přirovnávána k synovi nebo ženichovi. Z biblických postav jí je přiřazen Jákob. Ze světových stran symbolizuje východ, z živlů vzduch neboli vítr (ducha), taktéž někdy představuje slunce nebo nebesa. Rabínská tradice ji přirovnává k psané Tóře, kabalisté pak k zářícímu zrcadlu – אספקלריא מיארה, nebo k „proroctví Mojžíšovu“.
- Necach – נֶצַח – věčnost nebo též vítězství. Tradice ji spojuje s Mojžíšem. Boží jméno pak JHVH ceva'ot (Hospodin zástupů).
- Hod – הוֹד – odraz, lesk. Tradice tuto sefíru spojuje s Árónem. Boží jméno jí přiřazené je Elohim ceva'ot (Bůh zástupů).
- Jesod – יְסוֹד – základ. Tradice ji spojuje s Josefem, který je nazýván spravedlivým, neboť je řečeno: „Spravedlivý bude základem světa“.[4] Její Boží jméno je El Chaj (Živý Bůh).
- Malchut – מַלְכוּת – království, vláda. Nejnižší sefíra, která je nejbližší pozemskému světu. Tradice ji přiřazuje k Davidovi a někdy i k Ráchel. Je přirovnávána k dceři, nevěstě. Boží jméno, které jí tradice připisuje, je Adonaj (Pán). Ze živlů jí náleží země, ze světových stran pak západ. Z planet měsíc, v rabínském pojetí symbolizuje ústní Tóru.

## Uspořádání sefír
Sefíry byl zpodobňovány v různých uspořádáních. Jedním z nejstarších je zobrazování sefír jako soustředných kruhů, vyvěrající jedna z druhé. Dalším populárním zobrazením byla aplikace na Boží jméno JHVH. Písmeno „jod“ symbolizovalo Keter a Chochma, „He“ pak Binu, „Vav“, jehož číselná hodnota je 6, šest prostředních sefír, druhé „He“ na konci pak sefíru Malchut.
Nejpopulárnější zobrazení je tzv. Strom života, známý od středověku, někdy se též nazývá „sefirotický“ nebo „kabalistický“ strom. Sefíry jsou v něm hierarchicky uspořádané od nejvyšší po nejnižší, navzájem propojené cestami, kterých je celkem 22, což je počet odpovídající písmenům hebrejské abecedy. Počet deseti sefír a dvaceti dvou cest (pímen) odkazuje zpět na tezi, kterou zastává již Sefer Jecira. Někteří autoři, jako např. Warren Kenton (Z'ev ben Shimon Halevi), aplikují na tyto cesty také tarot, ale ten nemá s kabalou ani s židovstvím nic společného kromě toho, že používá hebrejská písmena a tudíž má shodou okolností 22 karet.